# Maria Wąsowska
Maria Wąsowska (ur. 7 marca 1931 w Chełmży; zm. 7 maja 1993 w Toruniu) – polska graficzka specjalizująca się w linorycie.

## Życiorys
Studiowała na Wydziale Sztuk Pięknych UMK w Toruniu, gdzie uzyskała dyplom w 1953 roku w pracowni prof. Jerzego Hoppena i doc. Edwarda Kuczyńskiego. Następnie studiowała w Akademii Królewskiej w Kopenhadze. Od 1953 roku należała do Związku Polskich Artystów Plastyków (w 1980 roku została wybrana prezesem ZO ZPAP).
W 1966 roku została wymieniona jako jedna z najważniejszych współczesnych artystów obok między innymi takich znakomitości jak: Pablo Picasso, Joan Miro, Paul Klee, Max Ernst, Georges Braque, Roy Lichtenstein, czy Alberto Giacometti.

## Działalność artystyczna
Wąsowska uczestniczyła w wielu działaniach twórczych w latach 1954–1992. Była członkiem między innymi Grupy Toruńskiej oraz Międzynarodowego Stowarzyszenia Drzeworytników Xylon w Szwajcarii. Od 1959 roku brała czynny udział w promocji sztuki polskiej na rynku międzynarodowym prezentując swoje prace na międzynarodowych konferencjach i wernisażach.

### wernisaże i ekspozycje krajowe (wybór)
52 udziały w wystawach ogólnopolskich zbiorowych i 21 ekspozycji indywidualnych krajowych w tym między innymi:
Galeria BWA Toruń (1959), Galeria BWA Olsztyn (1961), Galeria Sztuki MDM Warszawa (1966), Galeria BWA Olsztyn(1966), Galeria BWA Zielona Góra (1970), Kordegarda Warszawa (1974), Galeria BWA Słupsk (1980).

### wernisaże i ekspozycje międzynarodowe (wybór)
34 wystawy indywidualne w znaczących ośrodkach i galeriach sztuki współczesnej, oraz 76 prezentacji na ekspozycjach zbiorowych w tym:
Indie (1959), Islandia (1959, 1977), Dania (1959, 1960, 1961, 1963, 1969, 1971, 1972, 1972, 1980), Chiny (1960), KRLD (1960), Mongolia (1960), Belgia (1961, 1963, 1969, 1973), Francja (1962, 1963, 1971, 1977, 1984), Kuba (1963, 1981, 1982), Meksyk (1964, 1971, 1975), Urugwaj (1964), Wenezuela (1964), Czechosłowacja (1964, 1967, 1970, 1973, 1975, 1981), USA (1965, 1974, 1977), Niemcy (1965, 1970, 1971, 1972, 1975, 1976, 1980, 1981), Włochy (1966, 1970, 1987), ZSRR (1966, 1970, 1975), Chile (1967), Norwegia (1968, 1972, 1975, 1978), Kanada (1969, 1976), Szwecja (1970, 1973), Nigeria (1970), Cejlon (1971), Japonia (1971), Turcja (1971, 1981), Algieria (1973), Laos (1973), Luksemburg (1973), Szwajcaria (1973), Finlandia (1976), Egipt (1980), Portugalia (1981), Rumunia (1981), Jugosławia (1988).

## Odznaczenia
- Medal 10-lecia Polski Ludowej (19 stycznia 1955)[2]

## Nagrody i wyróżnienia

### krajowe
- 1962 – II Wystawa – „Targi wzornictwa przemysłowego”, Warszawa, wyróżnienie
- 1965 – Wystawa grafiki i rzeźby „XX lat PRL w twórczości plastycznej”, Warszawa, nagroda MKiS
- 1965 – III Konkurs i Wystawa,  Gdańsk,  nagroda i wyróżnienie
- 1965 – II Wystawa plastyki „Złote grona”,  Zielona Góra, wyróżnienie
- 1966 – IV Ogólnopolska Wystawa Malarstwa i Grafiki „Bielska Jesień”, Bielsko – Biała, brązowy medal
- 1967 – Pokonkursowa wystawa „Człowiek i praca w Polsce Ludowej”, Warszawa, III nagroda
- 1967 – Ogólnopolski konkurs na grafikę i rysunek  o tematyce rewolucyjnej, Warszawa, wyróżnienie
- 1967 – Ogólnopolski konkurs na grafikę i rysunek, Łódź, wyróżnienie
- 1969 – Pokonkursowa wystawa „Człowiek i praca w Polsce Ludowej”,  Warszawa, III nagroda
- 1969 – IV Ogólnopolska Wystawa Grafiki, Warszawa, brązowy medal
- 1971 – IV Wystawa polskiej grafiki marynistycznej, Gdańsk, druga nagroda
- 1971 – V Ogólnopolska Wystawa Grafiki, Poznań, nagroda ufundowana przez CRZZ
- 1972 – Konkurs na rysunek i grafikę roku, Toruń, III nagroda
- 1972 – Międzynarodowy konkurs „Mikołaj Kopernik i jego myśl”, Kraków, wyróżnienie
- 1974 –  Konkurs na rysunek i grafikę roku, Toruń, III nagroda
- 1975 – Ogólnopolski konkurs grafiki „Człowiek”, Warszawa, nagroda CRZZ i ministerstwa komunikacji
- 1975 – Ogólnopolski konkurs „Człowiek i praca w PRL”, Warszawa, nagroda
- 1975 – Wystawa plastyki na zamówienie społeczne w XXX-lecie PRL, Warszawa, nagroda CRZZ
- 1975 – VIII Wystawa grafiki marynistycznej, Gdańsk, wyróżnienie
- 1977 – Ogólnopolski konkurs grafiki marynistycznej, Gdańsk, wyróżnienie
- 1977 – Ogólnopolski konkurs graficzny im. J. Gielniaka, Jelenia Góra, wyróżnienie
- 1977 – VIII Wystawa plastyki „Złotego Grona”, Zielona Góra, nagroda publiczności
- 1977 – Polsko-Fińska wystawa grafiki marynistycznej, Sopot, wyróżnienie
- 1981 – Wystawa „Barwy morza”, Warszawa, wyróżnienie
- 1991 – Małe formy grafiki, Łódź, honorowy medal wystawy

### międzynarodowe
- 1972 – Międzynarodowa Wystawa Grafiki Xylon VI, Genewa, nagroda miasta Genewy
- 1976 – Międzynarodowe Triennale Drzeworytu Xylon VII, Szwajcaria, wyróżnienie
- 1977 – Medal miasta Clermont-Ferrand, Clermont – Ferrand 1977

## Prace w kolekcjach i zbiorach muzealnych w kraju
- Muzeum Narodowe w Gdańsku, Muzeum Narodowe w Krakowie,
- Muzeum Okręgowe im. Leona Wyczółkowskiego w Bydgoszczy, Muzeum Okręgowe w Grudziądzu, Muzeum Okręgowe w Toruniu
- Muzeum Mikołaja Kopernika we Fromborku
- Muzeum Warmii i Mazur w Olsztynie
- Muzeum Ziemi Lubuskiej w Zielonej Górze
- Państwowa Galeria Sztuki w Łodzi, Państwowa Galeria Sztuki i Ośrodek Edukacji Plastycznej w Toruniu „Dyptyk”
- Biblioteka Narodowa – Zakład Zbiorów Ikonograficznych w Warszawie
- Biblioteka Uniwersytecka w Toruniu